# Georg Swarzenski

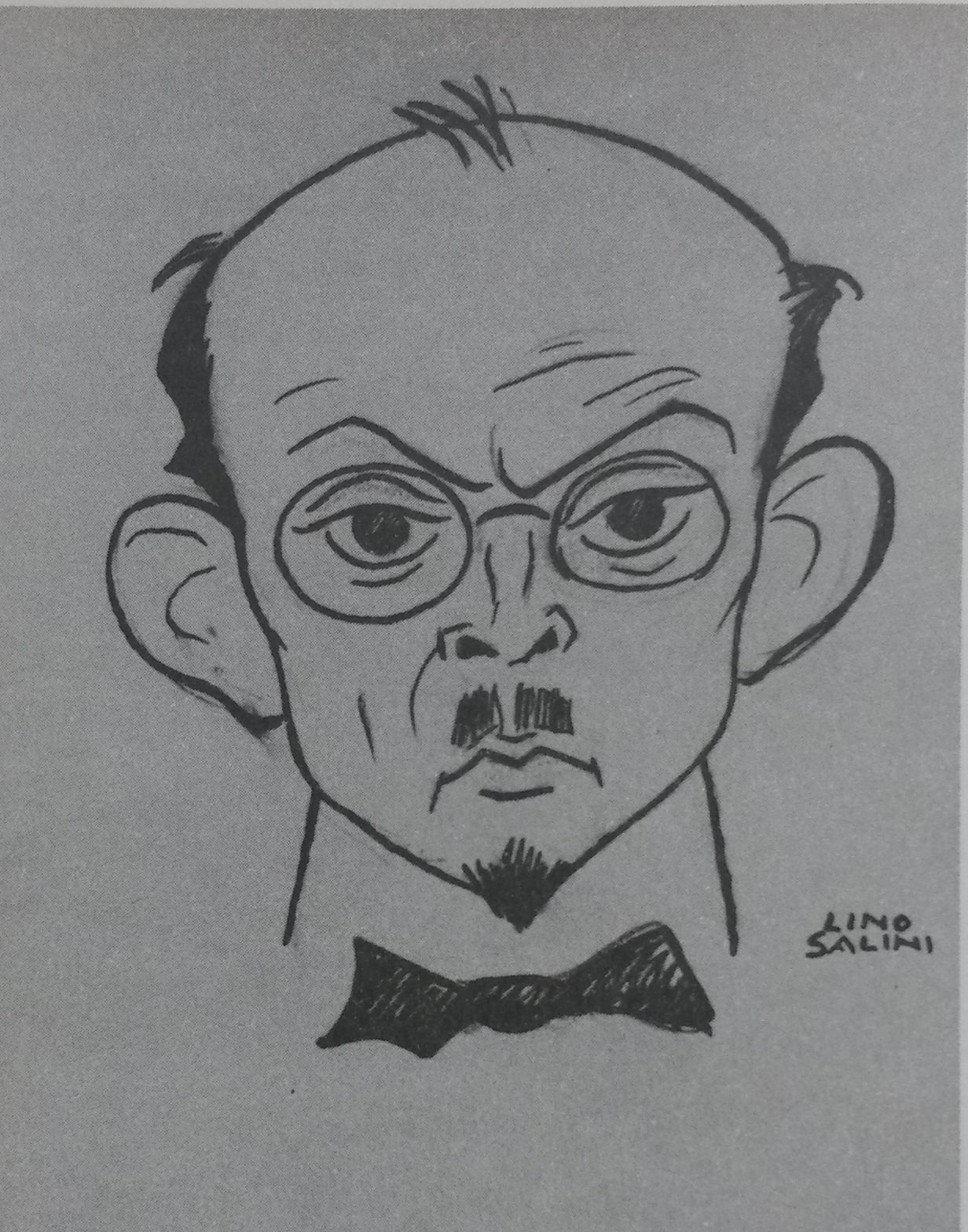
Georg Swarzenski, Zeichnung von Lino Salini

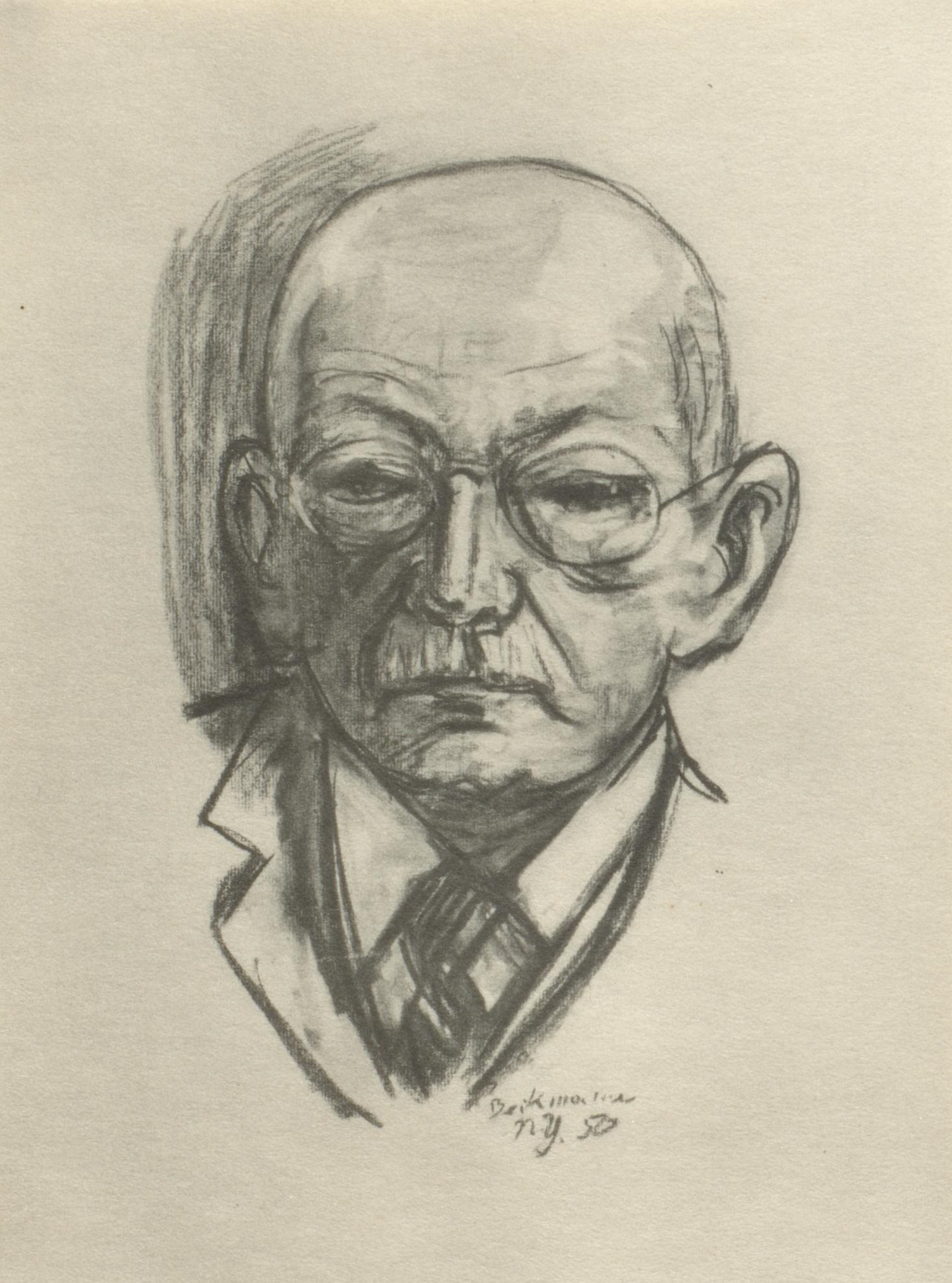
Georg Swarzenski, Zeichnung von Max Beckmann (1950)

Georg Swarzenski (geboren 11. Januar 1876 in Dresden; gestorben 14. Juni 1957 in Brookline, Massachusetts) war ein deutscher Kunsthistoriker. Er war eine Persönlichkeit, die das kulturelle und kulturpolitische Leben, sowie die Museen in Frankfurt am Main über drei Jahrzehnte hinaus geprägt hat. Zudem war er Autor der Frankfurter Zeitung. Nach 1939 war er Kurator für die Kunst des Mittelalters am Museum of Fine Arts in Boston.

## Werdegang
Swarzenski war Sohn des jüdischen Bankiers Abraham Salomon Swarzenski und seiner Ehefrau Auguste Swarzenski geborene Beck und wurde in der Lindenaustraße in Dresden geboren. Er studierte ab 1896 in Heidelberg Rechtswissenschaft und heiratete 1899 Ella Perec-Wilcynska. Anschließend wandte er sich der Kunstwissenschaft zu und studierte bis 1901 bei dem Mediävisten Adolph Goldschmidt in Berlin an der Humboldt-Universität und Henry Thode an der Universität Heidelberg. Promoviert wurde Swarzenski mit einer Arbeit zur ottonischen Buchmalerei, nämlich „Illuminierte Handschriften des 10. und 11. Jahrhunderts im Kloster Sankt Emmeram, Regensburg“. Anschließend war er wissenschaftlicher Mitarbeiter an den Berliner Museen. 1903 wurde er habilitiert und war ein Jahr Assistent am Kunsthistorischen Institut in Florenz, bevor er nach Berlin zum Kunstgewerbemuseum zurückkehrte.

## Frankfurt am Main

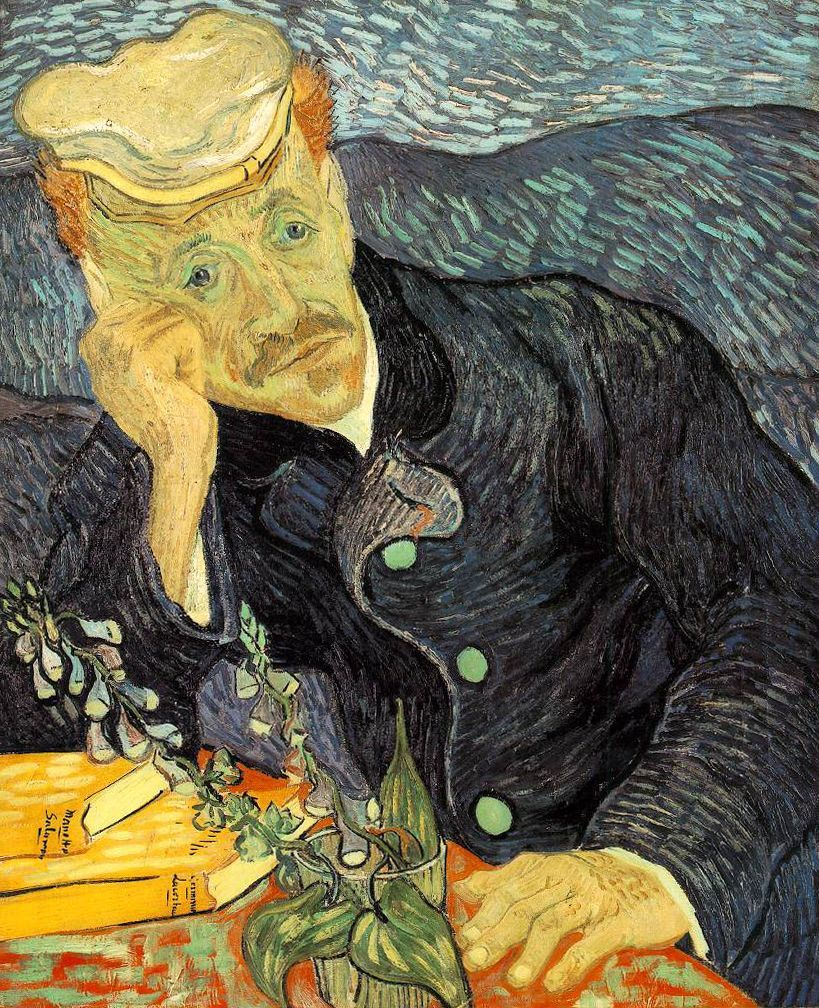
van Gogh, Porträt des Dr. Gachet

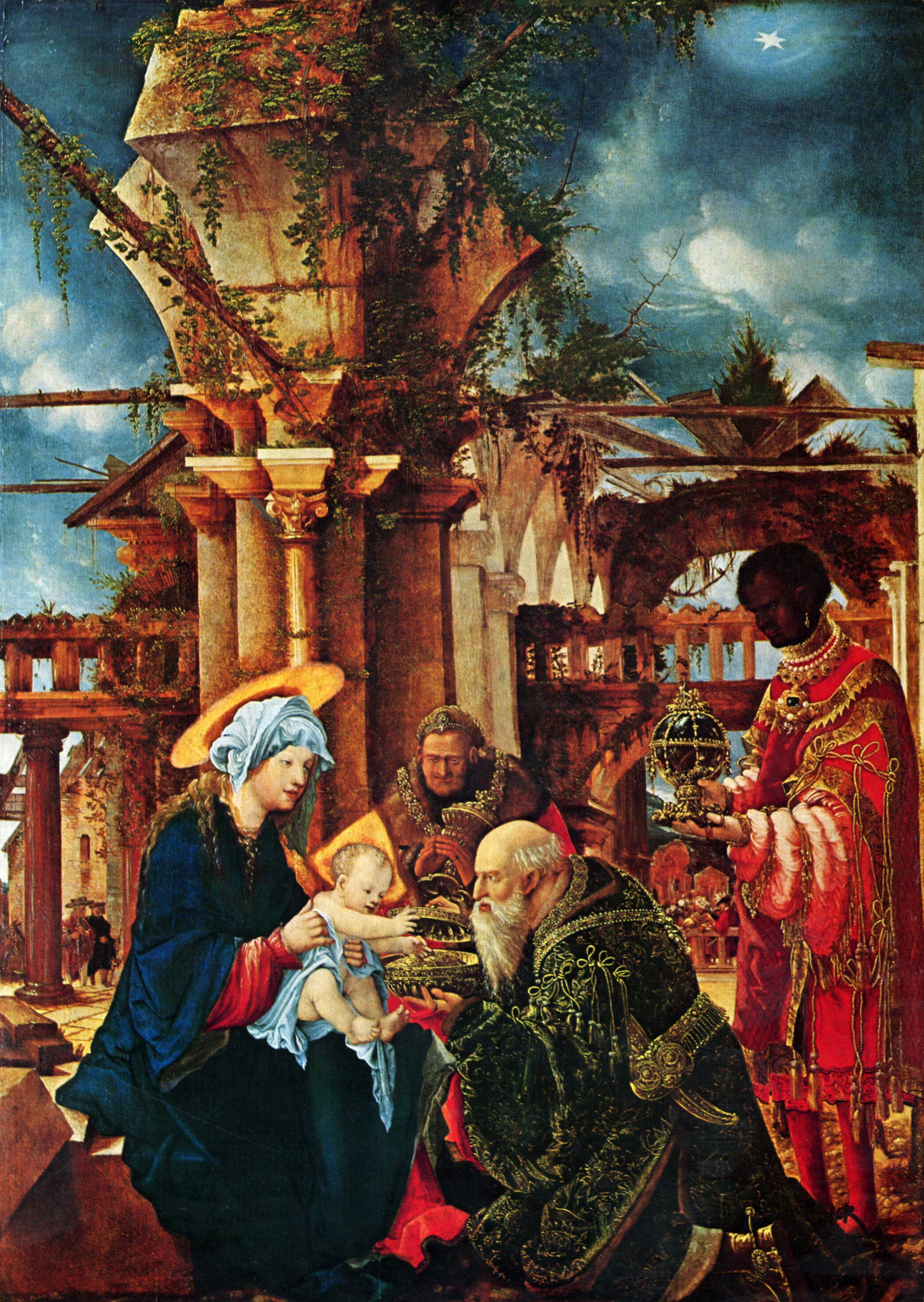
Altdorfer, Königsanbetung

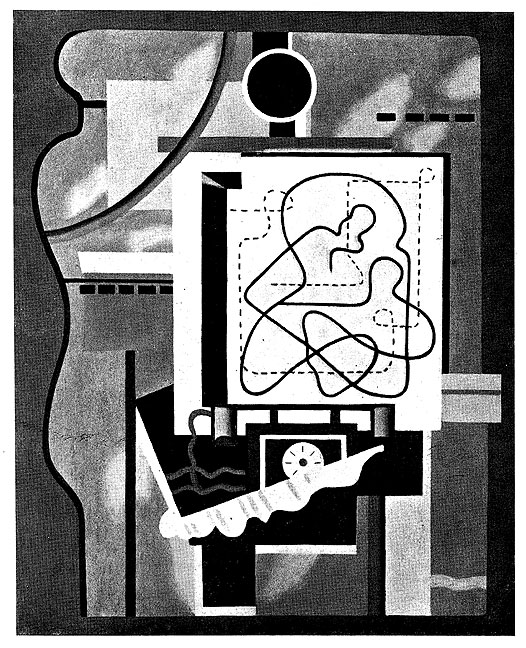
Willi Baumeister, Atelierbild III, 1929

Swarzenski wurde als Nachfolger von Heinrich Weizsäcker (bis 1904) und Ludwig Justi im Januar 1906 zum Direktor des 1816 gegründeten Städelschen Kunstinstituts in Frankfurt am Main berufen. Die Anstellung ging auf eine Initiativbewerbung Swarzenskis zurück, in der dieser selbstbewusst auf seinen Werdegang und seine Leistungen hinwies. Davon beeindruckt entschied sich die Administration des Städels für den Bewerber. 1907 ernannte ihn Oberbürgermeister Franz Adickes zum ersten gemeinsamen Leiter des Städelsches Kunstinstituts und der neu gegründeten Städtischen Galerie im Städel. Mit finanzieller Förderung der Stadt konnte Swarzenski in größerem Umfang Moderne Kunst ankaufen. Er ergänzte die Sammlung bis zum Ersten Weltkrieg um die meisten französischen Impressionisten, die bis heute Bestandteil der Sammlung sind. Dazu kamen zeitgenössische Werke von Künstlern wie Franz Marc und Max Beckmann, der zugleich Lehrer an der Städelschule war. Swarzenski war auch maßgeblich an der Gründung der Städtische Skulpturensammlung im Liebieghaus beteiligt, die 1909 eröffnet und deren erster Direktor er wurde.
Mit Max Beckmann verband ihn eine langjährige, enge Freundschaft, die sich auch in zahlreichen Erwerbungen für das Museum, darunter alleine 13 Ölbilder, aber auch in Beckmanns zahlreichen Porträts der Familie Swarzenski, niederschlug. Beckmanns Bildnis Marie Swarzenski (um 1927) konnte das Städel 2004 als Geschenk des Sohnes Wolfgang Beckmann erwerben. Es zeigt seine zweite Ehefrau Marie Swarzenski (1889–1967), die er 1916 heiratete und die die Tochter des Frankfurter Stadtrats und Kunstförderers Viktor Mössinger war. Durch Mössinger konnte Swarzenski 1912 Vincent van Goghs Porträt des Dr. Gachet erwerben.
Auf Betreiben Swarzenskis erhielt die „Städtische Galerie im Städel“ 1922 bedeutende Leihgaben aus dem Historischen Museum Frankfurt, darunter das berühmte Paradiesgärtlein aus der Sammlung Prehn und den Standflügel vom Heller-Altar von Grünewald als Dauerleihgaben. 1928 wurde er zum Generaldirektor der Frankfurter Museen berufen. Im gleichen Jahr stellte er die Hohenzollern-Sammlung aus Sigmaringen im Städel aus und sicherte dem Haus für fast sechs Millionen Reichsmark, die von einem Konsortium aus Mäzenen aufgebracht wurden, bedeutende Werke der altdeutschen Malerei aus dieser Sammlung, darunter Die Auferstehung des Hausbuchmeisters, das Porträt Holbeins d. Ä. und Albrecht Altdorfers Anbetung der Heiligen drei Könige. Hinzu kamen zeitgenössische Werke von Künstlern wie Franz Marc, Max Beckmann und Willi Baumeister. Letztgenannte Künstler waren gleichzeitig Lehrer an der Städelschule in Frankfurt. Swarzenski erwarb 1929 aus den Mitteln der "Künstlerhilfe" der Stadt von Willi Baumeister das Werk "Atelierbild III" (1929). Dieses Gemälde wurde 1937 durch die Nationalsozialisten (Reichsministerium für Volksaufklärung und Propaganda) beschlagnahmt. Sein Verbleib ist unbekannt. In der Ausstellung präsentierte Swarzenski alte und neue Kunst nebeneinander, um die Einheit der Kunst aller Epochen den Besuchern vor Augen zu führen.
Nach der nationalsozialistischen Machtübernahme und auf Grundlage des Gesetzes zur Wiederherstellung des Berufsbeamtentums wurde Georg Swarzenski 1933 aller städtischen Ämter enthoben, blieb jedoch bis zum Eintritt in den Ruhestand am 1. Januar 1938 weiterhin Leiter des privaten Städelschen Kunstinstituts. Die Leitung der Städtischen Galerie übernahm nun Alfred Wolters, der zuvor ein loyaler Mitarbeiter Swarzenskis gewesen war. Noch 1933 wurde ein Befehl erlassen, nach dem die als „entartet“ verfemten Kunstwerke ins Depot verbracht werden mussten. Bei der Aktion „Entartete Kunst“ 1937 wurden 77 Gemälde, 399 Graphiken und drei Skulpturen beschlagnahmt, fast ausschließlich Werke, die in seiner Amtszeit erworben werden konnten.  Am 22. Januar 1938 verhafteten bewaffnete Gestapo-Männer Swarzenski in dessen Wohnung und brachten ihn zu einem Verhör in das Gestapo-Hauptquartier. Ihm wurde das Verfassen eines Artikels in der Frankfurter Zeitung vom 9. Dezember 1937, in dem auf das kurz zuvor beschlagnahmte Porträt des Dr. Gachet Bezug genommen worden war, vorgeworfen. Tatsächlich hatte Benno Reifenberg den Artikel geschrieben. Swarzenski kam noch in derselben Nacht wieder frei. Neben dem Vorwurf, er habe den Artikel zu verantworten, konnte er auch den Verdacht, er habe Van Gogh als Modell für das Gemälde gedient, entkräften.

## Princeton und Boston
1938 emigrierte Swarzenski in die Vereinigten Staaten. Von 1938 bis 1949 hielt er Vorlesungen am Institute for Advanced Study, Princeton, NJ, bevor ihn der Direktor des Museum of Fine Arts in Boston G. H. Edgell anbot, als Kurator (Fellow for Research in Sculpture and Medieval Art) die Mittelalter-Abteilung des Museums aufzubauen. Die Sammlung ist heute die drittgrößte ihrer Art in den USA. Seine Ausstellung „Arts of the Middle Ages: 1000-1400“ erregte 1940 großes Aufsehen und rückte das Mittelalter in den Blickpunkt einer großen Öffentlichkeit. 1956 wurde er pensioniert, sein Nachfolger im Museum wurde sein Sohn Hanns Swarzenski, ebenfalls ein angesehener Kunsthistoriker. Im Jahr 1956 erhielt er die Ehrenplakette der Stadt Frankfurt am Main, doch im Unterschied zu seiner Ehefrau und seinen Söhnen sollte Georg Swarzenski nie wieder nach Frankfurt am Main zurückkehren.

## Veröffentlichungen (Auswahl)
- als Herausgeber: Handzeichnungen alter Meister aus deutschem Privatbesitz. Frankfurter Verlags-Anstalt, Frankfurt am Main 1924.
- Museumsfragen. Ein Beitrag zur Neugestaltung des Städtischen Kunstbesitzes in Frankfurt a. M. Frankfurter Bibliophilen-Gesellschaft, Frankfurt am Main 1928.
- The master of the Barberini panels: Bramante. In: Bulletin of the Museum of Fine Arts. Boston. Bd. 38, Nr. 230, 1940, ISSN 0732-2895, S. 90–97 (auch als Sonderabdruck).

## Literatur

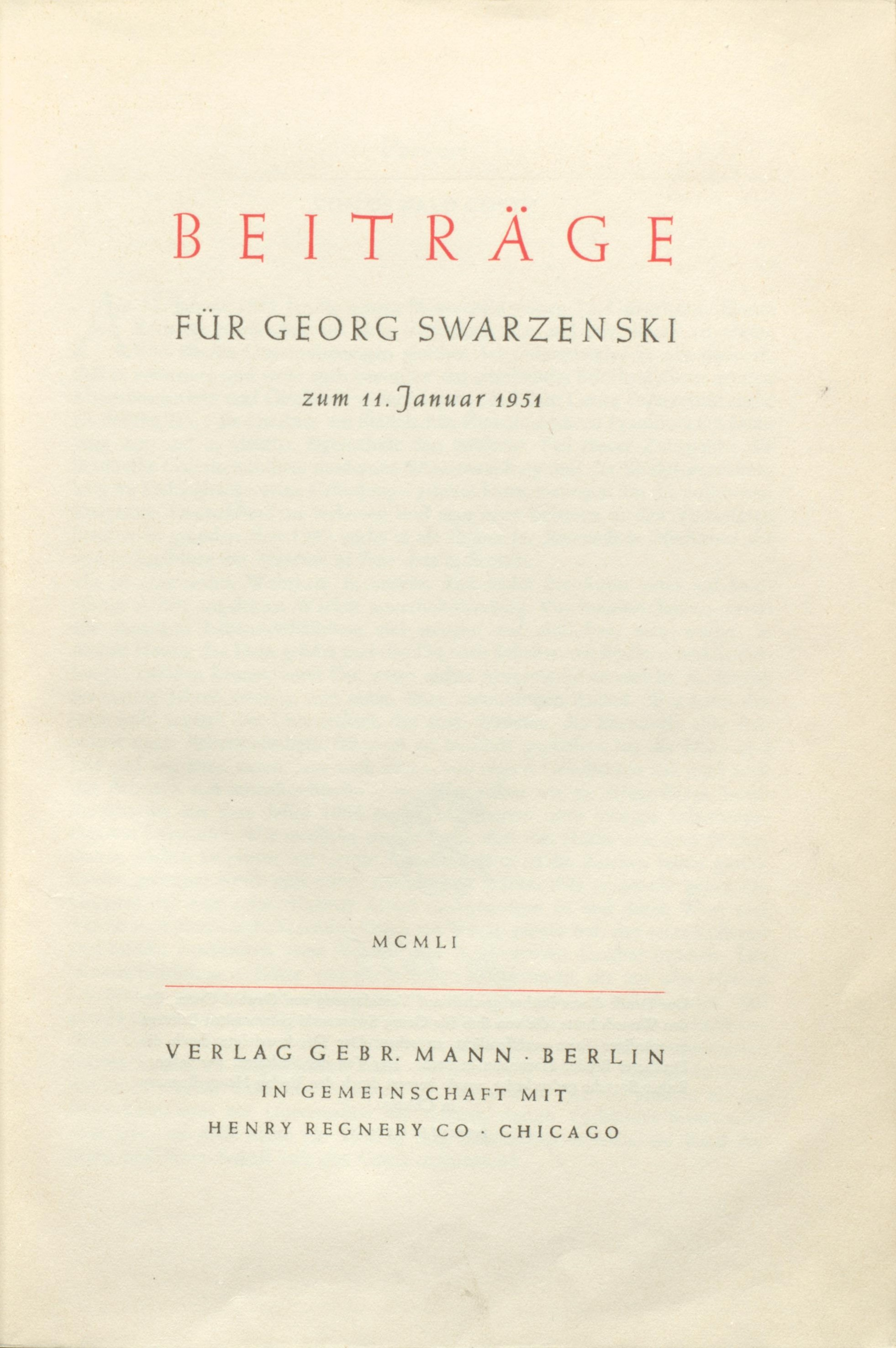
Festschrift, 1951 herausgegeben von Oswald Goetz. Auf dem Frontispiz sein Porträt von Max Beckmann.